# Paprotnia (Kozienice)
Pour les articles homonymes, voir Paprotnia.
Paprotnia (prononciation : [paˈprɔtɲa]) est un village polonais de la gmina de Grabów nad Pilicą dans le powiat de Kozienice de la voïvodie de Mazovie dans le centre-est de la Pologne.
Il se situe à environ 6 kilomètres au sud-est de Grabów nad Pilicą (siège de la gmina), 24 kilomètres au nord-ouest de Kozienice (siège du powiat) et à 61 kilomètres au sud de Varsovie (capitale de la Pologne).
Le village possède approximativement une population de 90 habitants.

## Histoire
De 1975 à 1998, le village appartenait administrativement à la voïvodie de Radom.